# Непальская сибия
Непа́льская си́бия (лат. Actinodura nipalensis) — вид воробьинообразных птиц из семейства комичных тимелий (Pellorneidae). Описан английским натуралистом Брайаном Хьютоном Ходжсоном в 1836 году.

## Описание
Небольшая птица с длиной туловища 21 см. Масса тела в среднем составляет 38—49 г. На голове есть хохолок. В окраске присутствуют серые, коричневые и рыжие цвета. Птицу очень трудно заметить среди деревьев.
Песня передаётся как «вью-ю».
В рацион питания входят жуки, гусеницы и другие насекомые, а также семена, ягоды и цветы.
Период размножения приходится на апрель — июнь. Гнездо чашеобразное.

## Распространение
Оседлый вид. Обитает на территории Непала, Бутана, северо-западной Индии и Китая. Селится в лесах.